# Карагеоргиево
Кара̀георгиево е село в Югоизточна България, община Айтос, област Бургас.

## Население

### Етнически състав
Преброяване на населението през 2011 г.
Численост и дял на етническите групи според преброяването на населението през 2011 г.:
|                     | Численост |
| Общо                | 1347      |
| Българи             | 17        |
| Турци               | 1249      |
| Цигани              | 71        |
| Други               | -         |
| Не се самоопределят | -         |
| Неотговорили        | 4         |

## География
Село Карагеоргиево се намира на около 6 km северозападно от общинския център град Айтос. Разположено е в южните поли на източната част на Карнобатската планина, Източна Стара планина. Климатът е преходноконтинентален със слабо морско климатично влияние, в землището преобладават наносни и канелени почви. Поминъкът се основава на зърнопроизводство, отглеждане на технически култури (слънчоглед, захарно цвекло), лозарство, овощарство (череши, праскови, орехи), тютюнопроизводство, овцевъдство, козевъдство, говедовъдство.
Общински пътища свързват Карагеоргиево на югоизток с Айтос, на юг със село Поляново и – след пресичането на първокласния Подбалкански път – село Пирне и на запад със селата Тополица, Раклиново, Кликач, Черноград и други. На около 1,5 km южно от Карагеоргиево минава железопътната линия Пловдив – Бургас, на която има гара, обслужваща селата Карагеоргиево и Поляново. Надморската височина в центъра на селото е около 165 m, на север нараства до около 200 – 220 m, а на юг намалява до около 150 m.
Населението на село Карагеоргиево наброява 733 души към 1934 г., вследствие на миграция намалява до 553 към 1956 г. и нараства до 1409 (максимум) към 1985 г., а към 2018 г. има численост 1305 души (по текущата демографска статистика за населението).
При преброяването на населението към 1 февруари 2011 г., от обща численост 1347 лица, за 17 лица е посочена принадлежност към „българска“ етническа група, за 1249 – към „турска“, за 71 – към ромска и за останалите не е даден отговор.

## История
След края на Руско-турската война 1877 – 1878 г., по Берлинския договор селото остава на територията на Източна Румелия. От 1885 г. – след Съединението, то се намира в България с името Малко Ченге. Преименувано е на Булчино през 1934 г. и на Карагеоргиево през 1949 г.
В османотурски данъчен регистър от 1676 г. селото се споменава с името Ченге, а от 1731 г. – като Дженге.
От периода 1948 – 1995 г. в Държавния архив – Бургас, се съхраняват документи на/за Трудово кооперативно земеделско стопанство (ТКЗС) „Социализъм“ – с. Карагеоргиево, Бургаско. В списъка на фондове от масив „C“ на архива са посочени – във връзка с промените в наименованието на фондообразувателя и съответните периоди, следните форми, през които стопанството преминава:
- ТКЗС „Единство“ – с. Карагеоргиево, Бургаско (1948 – 1954);
- ТКЗС „Социализъм“ – с. Карагеоргиево, Бургаско (1954 – 1958);
- Аграрно-промишлен комплекс – Айтос, смесена бригада – с. Карагеоргиево, Бургаско (1986 – 1989);
- ТКЗС „Единство“ – с. Карагеоргиево, Бургаско (1990 – 1992);
- Земеделска производствена кооперация „Единство“ – с. Карагеоргиево, Бургаско (1992 – 1992) и последно
- Ликвидационен съвет на Земеделска производствена кооперация „Единство“ – с. Карагеоргиево, Бургаско (1992 – 1995).

## Религии
В село Карагеоргиево се изповядва ислям.

## Обществени институции
Село Карагеоргиево към 2020 г. е център на кметство Карагеоргиево.
В село Карагеоргиево към 2020 г. има:
- действащо общинско основно училище „Св. Св. Кирил и Методий“;[12]
- действащо читалище „Иван Кожухаров – 1928“;[13]
- постоянно действаща джамия;[14]
- пощенска станция.[15]

## Личности
- Иван Кожухаров (Карагеоргиев), Ботев четник

## Културни и природни забележителности

### Старини
Късноантичната крепост „Градище“ („Исар кая“, „Калето“) се намира на 2,08 km северозападно по права линия от центъра на село Карагеоргиево.
Разположена е на скалист връх, доминиращ по южната част на Карнобатската
планина. От този връх има рядко срещана видимост. Има пряка връзка с
крепостите до Соколово – Чукарка, Караново и Малка поляна, както и
територията южно под град Айтос (без да се вижда Айтоската крепост). От
западната страна на върха, в южна посока се спуска дол, известен като
„Манда гюлю“. Крепостта има двойна крепостна стена от всички страни, а
от юг – тройна. Вътрешната крепост е с приблизително петоъгълна форма,
издължена на север. Заема площ от 5.6 дка с максимална дължина 104 m и
широчина около 60 m. Южната и крепостна стена започва и завършва на
скален масив, който е включен в градежа. Насипът и е висок до
5 – 6 m. Стената на изток завършва с ъглова кула. Следи от кули се
забелязват в югоизточния ъгъл, вероятно с правоъгълна форма, и в
северния ъгъл, чиято форма не е ясна. На четири места в укреплението са
включени отвесни и високи от 10 до 30 m скали, отгоре заравнени.
Крепостните стени личат като насипи и лицеви градежи. Дебелината им е
1,85 m. Градежът им е от местен ломен пясъчник, подреден по лица, а в
средата – пълнеж, споен с хоросан смесен с тухлени частици. Втората
крепостна стена от изток, север и запад е изградена на около 12 – 15 m от
основната крепостна стена. Най-добре е запазена от северната страна на
крепостта. Южно, на около 15 m пред втората крепостна стена, има
изградена външна преграждаща цялата ширина на хълма стена, с дължина
около 300 m. В североизточния край на крепостта има удължение право на
изток, дълго 10 – 12 m, завършващо с кула. От северната страна на
крепостта има защитен ров, дълбок 1.5 m и широк около 4 m.

### Памет
На стената на читалището има паметна плоча от бял мрамор, посветена на загиналите в Отечествената война 1944 – 1945 г.